# Гьозтепе (станція)
40°58′45″ пн. ш. 29°03′45″ сх. д. / 40.979153424085° пн. ш. 29.062626093773° сх. д.
Гьозтепе (тур. Göztepe) — залізнична станція в мікрорайоні Гьозтепе, Кадикьой, Стамбул, Туреччина. 
Конструкція — наземна відкрита з однією острівною платформою. 

## Пересадки
- Автобуси: 4, 16, 16D, ER1, ER2, FB1, FB2, GZ1, GZ2
- Маршрутки:
  - Кадикьой - Бостанджи,
  - Бостанджи - Сьог'ютлючешме-метробюс

## Заклади та місця поруч
- Мечеть Гьозтепе
- Центр культури та мистецтва TCDD

## Сервіс
| Попередня станція    | Лінія | Лінія    | Лінія | Наступна станція  |
| -------------------- | ----- | -------- | ----- | ----------------- |
| Фенерйолу до Халкали |       | Мармарай |       | Еренкьой до Гебзе |